# Hermes (periodico tedesco)
Hermes (sottotitolo: Zeitschrift für klassische Philologie, dal tedesco: "Rivista di filologia classica"), originariamente intitolata Hermes. Zeitschrift für classische Philologie, è il titolo di una delle più antiche riviste ancora in circolazione nel campo dell'antichistica. I contributi si concentrano principalmente sulla filologia classica, sebbene Hermes pubblichi tradizionalmente anche saggi di storia antica, motivo per cui fra i redattori è sempre presente uno storico dell'antichità. Le lingue di pubblicazione accettate sono: il tedesco, l'inglese, il francese, l'italiano e il latino.
La rivista è stata pubblicata per la prima volta nel 1866, originariamente dalla Weidmann di Berlino e in seguito dalla Franz Steiner Verlag di Stoccarda, attualmente con periodicità trimestrale.
Fino al 1881 il primo redattore fu il latinista Emil Hübner; come quest'ultimo, molti dei primi contributori della rivista erano pupilli di Friedrich Wilhelm Ritschl.
Il grecista Adolf Kirchhoff, Rudolf Hercher e lo storico dell'antichità Theodor Mommsen parteciparono alla fondazione.
Gli attuali redattori sono: la latinista Claudia Schindler, lo storico dell'antichità Hans Beck e il grecista Martin Hose, che collaborano con Marcus Deufert e Karl-Joachim Hölkeskamp.
Oltre alla rivista, viene pubblicata anche la collana di libri specialistici dal titolo Hermes – Einzelschriften, che contiene monografie di filologia classica e argomenti correlati (come storia antica, archeologia, epigrafia e numismatica) e si distingue per una varietà di ricerche sull'antichità greco-romana in ambito letterario, linguistico e storico. I volumi da 1 a 8 sono stati pubblicati da Weidmann e tutti i successivi da Steine. I redattori della serie editoriale sono attualmente Jan-Wilhelm Beck, Karl-Joachim Hölkeskamp e Martin Hose. Le lingue di pubblicazione sono: tedesco, inglese, francese e italiano.
Al momento della sua pubblicazione, lo studioso tedesco Wilhelm Wagner elogiò Hermes come degno rivale del Rheinisches Museum für Philologie, la più antica e allora dominante rivista di studi classici nel mondo di lingua tedesca.
Hermes' è indicizzata da SCOPUS, dove ha un CiteScore di 0.2.

## Curatori
- 1866–1881: Emil Hübner
- 1882–1901: Georg Kaibel
- 1882–1921: Carl Robert
- 1902–1913: Friedrich Leo
- 1914–1922: Georg Wissowa
- 1923–1929: Richard Heinze
- 1923–1944: Alfred Körte
- 1932–1944: Wolfgang Schadewaldt
- 1934–1944: Helmut Berve
- 1952–1981: Karl Büchner
- 1952–1977: Hans Diller
- 1952–1974: Herbert Nesselhauf
- 1975–1976: Horst Braunert
- 1977–2005: Jochen Bleicken
- 1978–2004: Hartmut Erbse
- 1982–1992: Willy Schetter
- 1993–2012: Siegmar Döpp
- 2000–2018: Karl-Joachim Hölkeskamp
- 2000–2017: Adolf Köhnken
- 2013–2019: Marcus Deufert
- dal 2018: Martin Hose
- dal 2019: Hans Beck
- dal 2020: Claudia Schindler.